# La Resclosa (la Selva del Camp)
La Resclosa és un monument protegit com a bé cultural d'interès local del municipi de la Selva del Camp (Baix Camp).

## Descripció
És una construcció de carreu i paredat, començada com a presa, però inacabada. La part començada que en resta té set metres de gruix. Túnel per al canal amb volta de canó i arc de mig punt, de noranta centímetres de diàmetre. Damunt, pas envolta perpendicularment al canal, en el sentit del mur de contenció, i un petit recinte de volta potser per als tallants de les rescloses.

## Història
La Selva ha gaudit de d'antic de les aigües de l'Albiol que vessen a la seva vall (el 1313, els drets d'empriuar el terme de l'Albiol comprenien, entre d'altres, les aigües), i que li venen aconduïdes fins a la vila des de la Resclosa. La construcció de l'obra es decidí el 28 de juliol de 1739 per l'ajuntament de la Selva del camp. Hi foren destinats els productes de les brises de les veremes, després de premsades pels seus amos, i les remoltes de les olives. La resclosa intentava remeiar la penúria d'aigua que es patia aleshores, principalment a l'estiu. Més avall del Mas de Moixó, entre aquest i el Pont Alt, hi ha la nova resclosa, i hom pot veure encara restes dels aqüeductes antics.